# Kommunalwahlen im Saarland 1949
Die Kommunalwahlen im Saarland am 1949 fanden am 27. März 1949 statt. Gewählt wurden die Gemeinderäte.

## Wahlergebnisse
Die Wahl ergab folgende Ergebnisse:
| Wahl              | Wahlberechtigte | Abgegebene Stimmen | Wahlbeteiligung | Gültige Stimmen |
| ----------------- | --------------- | ------------------ | --------------- | --------------- |
| Gemeindewahl 1949 | 581.188         | 415.265            | 88,6 %          | 464.328         |
| Gemeindewahl 1946 | 477.276         | 447.732            | 93,8 %          | 422.915         |

Die Stimmen verteilten sich wie folgt auf die Parteien:
| Wahl              | CVP              | DPS            | SPS              | KP             | Freie Listen    |
| ----------------- | ---------------- | -------------- | ---------------- | -------------- | --------------- |
| Gemeindewahl 1949 | 230.994 (49,7 %) | 30.590 (6,6 %) | 145.076 (31,2 %) | 39.709 (8,6 %) | 17.050 (3,9 %)  |
| Gemeindewahl 1946 | 221.358 (52,4 %) | ./.            | 107.952 (25,5 %) | 38.517 (9,1 %) | 55.008 (13,0 %) |

Im Detail ergab sich:
| Kreis             | Wahlberechtigte | Abgegebene Stimmen | Wahlbeteiligung | Gültige Stimmen |
| ----------------- | --------------- | ------------------ | --------------- | --------------- |
| Saarbrücken-Stadt | 66.319          | 55.987             | 86,4 %          | 51.011          |
| Saarbrücken-Land  | 151.111         | 134.705            | 89,1 %          | 121.421         |
| Saarlouis         | 96.799          | 84.336             | 87,1 %          | 75.244          |
| Merzig-Wadern     | 49.977          | 44.584             | 89,2 %          | 39.719          |
| Ottweiler         | 96.698          | 86.922             | 89,9 %          | 79.129          |
| St. Wendel        | 47.137          | 42.336             | 89,9 %          | 28.390          |
| St. Ingbert       | 38.370          | 34.152             | 89,0 %          | 31.139          |
| Homburg           | 24.777          | 31.213             | 89,8 %          | 28.275          |
| Saarland          | 581.188         | 415.265            | 88,6 %          | 464.328         |

Die Stimmen verteilten sich wie folgt auf die Parteien:
| Kreis             | CVP              | DPS            | SPS              | KP              | Freie Listen   |
| ----------------- | ---------------- | -------------- | ---------------- | --------------- | -------------- |
| Saarbrücken-Stadt | 16.135 (31,6 %)  | 7.545 (14,8 %) | 20.477 (40,2 %)  | 6.854 (13,4 %)  | –              |
| Saarbrücken-Land  | 56.192 (46,3 %)  | 6.002 (4,9 %)  | 44.802 (36,9 %)  | 12.583 (10,4 %) | 184 (1,5 %)    |
| Saarlouis         | 44.819 (59,5 %)  | 4.185 (5,6 %)  | 18.341 (24,4 %)  | 5.088 (6,8 %)   | 2.811 (3,7 %)  |
| Merzig-Wadern     | 21.307 (53,7 %)  | 2.193 (5,5 %)  | 9.305 (23,4 %)   | 1.460 (3,7 %)   | 5.454 (13,7 %) |
| Ottweiler         | 36.454 (46,1 %)  | 4.423 (5,6 %)  | 28.627 (36,2 %)  | 7.687(9,7 %)    | 1.938 (2,4 %)  |
| St. Wendel        | 18.809 (57,7 %)  | 2.090 (5,4 %)  | 7.333 (19,1 %)   | 2.447 (6,4 %)   | 4.370 (11,4 %) |
| St. Ingbert       | 19.281 (61,9 %)  | 2.230 (7,2 %)  | 6.942 (22,3 %)   | 1.723 (5,5 %)   | 963 (3,1 %)    |
| Homburg           | 14.656 (51,9 %)  | 1.922 (6,8 %)  | 9.249 (32,7 %)   | 1.867 (6,6 %)   | 581 (2,0 %)    |
| Saarland          | 230.994 (49,7 %) | 30.590 (6,6 %) | 145.076 (31,2 %) | 39.709 (8,6 %)  | 17.050 (3,9 %) |